# Dehesilla (Granada)
Dehesilla, también conocida como Partido de la Dehesilla o Dehesilla de Cesna, es una localidad y pedanía española perteneciente al municipio de Algarinejo, en la provincia de Granada. Está situada en la parte occidental de la comarca de Loja. Cerca de esta localidad se encuentra el núcleo de Fuentes de Cesna.

## Historia
Conocida desde la época medieval, aparece citada en el libro de los repartimientos de Loja como Dehesilla de Zegna.

## Geografía

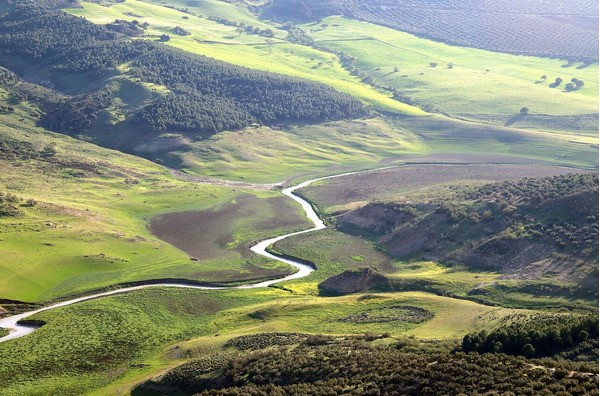
Vista del valle del Genil desde los acantilados del morrón en Dehesilla

El territorio de Dehesilla se encuentra en una zona de colinas, vaguadas, valles de arroyos y el cañón del río Pesquera y está formado por los diseminados de las Ramiras, la Dehesilla Baja, la Dehesilla Alta, San Cristóbal, la Pedriza y la Cerradura, este último bajo la cota de inundación del embalse de Iznájar, donde se hallan los restos de un antiguo molino romano.
El paraje más significativo de Dehesilla es el yacimiento de la Villavieja, desde donde se pueden apreciar vistas al valle de Cesna, el cañón de los Cangilones y el Tajo Rayo.

## Demografía
Según el Instituto Nacional de Estadística de España, en el año 2024 Dehesilla contaba con 109 habitantes censados, lo que representa el 4,67% de la población total del municipio.

### Evolución de la población
| Evolución de la población desde 2000 hasta 2022 |         |         |       |
| Año                                             | Hombres | Mujeres | Total |
| 2022                                            | 67      | 51      | 118   |
| 2021                                            | 72      | 49      | 121   |
| 2020                                            | 68      | 51      | 119   |
| 2019                                            | 74      | 56      | 130   |
| 2018                                            | 74      | 56      | 130   |
| 2017                                            | 76      | 61      | 137   |
| 2016                                            | 75      | 61      | 136   |
| 2015                                            | 79      | 62      | 141   |
| 2014                                            | 73      | 67      | 140   |
| 2013                                            | 76      | 70      | 146   |
| 2012                                            | 82      | 72      | 154   |
| 2011                                            | 91      | 78      | 169   |
| 2010                                            | 98      | 87      | 185   |
| 2009                                            | 107     | 92      | 199   |
| 2008                                            | 109     | 93      | 202   |
| 2007                                            | 118     | 97      | 215   |
| 2006                                            | 121     | 94      | 215   |
| 2005                                            | 135     | 100     | 235   |
| 2004                                            | 141     | 105     | 246   |
| 2003                                            | 156     | 124     | 280   |
| 2002                                            | 179     | 149     | 328   |
| 2001                                            | 180     | 151     | 331   |
| 2000                                            | 212     | 177     | 389   |

## Naturaleza

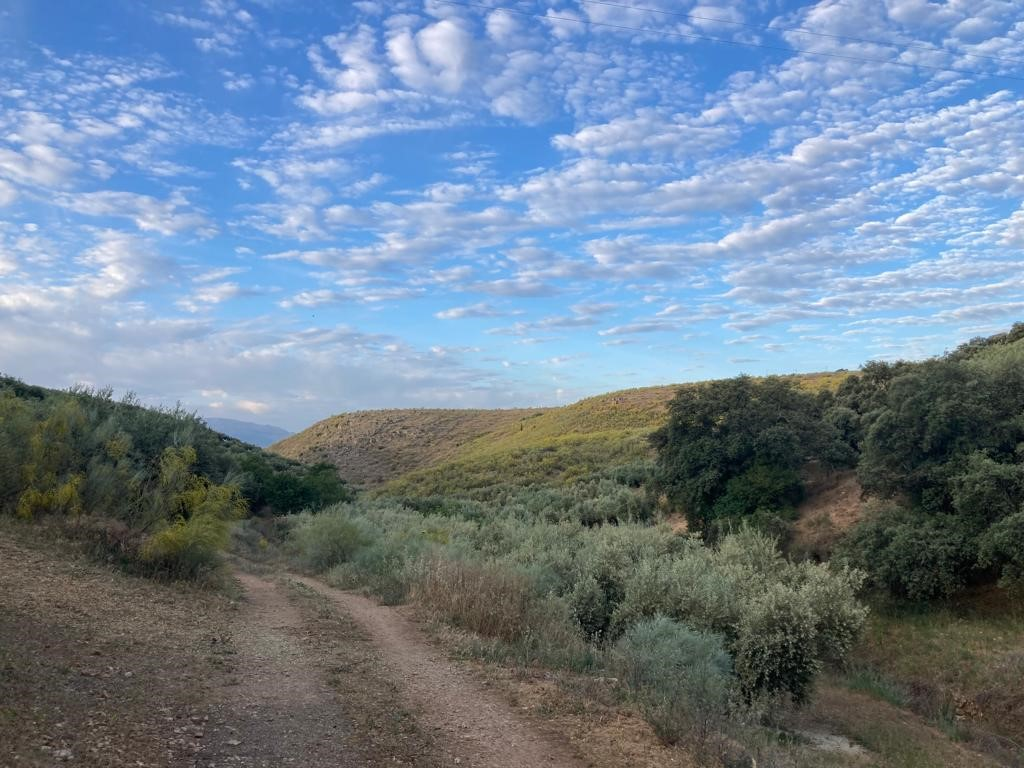
Vista del arroyo de la Dehesilla en verano

También cuenta con zonas de monte mediterráneo donde destacan el chaparral de Montero, los pinares de la Cerradura y los Canjilones. La localidad se encuentra a orillas del río Pesquera o Turca y las orillas del embalse de Iznájar. El arroyo de la Dehesilla y el arroyo de las Ramiras cruzan el territorio, y sus márgenes están cubiertas de álamos y sauces.

### Fauna
En cuanto a fauna, destacan las cabras montesas (Capra pyrenaica) en las laderas más escarpadas, parejas de águila de Bonelli (Aquila fasciata) y juveniles de águila real (Aquila chrysaetos), junto a otras especies del área mediterránea como el jabalí (Sus scrofa), el zorro (Vulpes vulpes), el conejo (Oryctolagus cuniculus), la perdiz (Alectoris rufa) y el búho real (Bubo bubo).